# Шенберг (Плен)
Шенберг (нім. Schönberg) — громада в Німеччині, розташована в землі Шлезвіг-Гольштейн. Входить до складу району Плен. Складова частина об'єднання громад Пробстай.
Площа — 11,64 км2. Населення становить 6347 ос. (станом на 31 грудня 2020).